# Flegmann Miksa
Flegmann Miksa (Nyíregyháza, 1827 – Nyíregyháza, 1887. március 4.) orvos.

## Élete
1850-ben, Bécsben szerzett diplomát, ezután Nyíregyházán telepedett le, ahol magyar királyi törvényszéki orvosként tevékenykedett. Cikkei az Ungarische medizinische-chirurgische Presse-ben (1866. Ueber Diabetes insipidus), és az Orvosi Hetilapban (1872. Az Addison-féle kórról.) jelentek meg.